# Skjomen
Skjomen (en noruego) o Skievvá: (en sami)  es un pequeño  fiordo que se ramifica del principal, Ofotfjord, localizado en el municipio de Narvik en el condado de Nordland, Noruega.  Se encuentra en el distrito de Ofoten, en el norte de Noruega, justo al sur de la ciudad de Narvik. La ruta europea E06 cruza el fiordo de Skjomen sobre el puente de Skjomen, justo al sur de la boca del fiordo.

## Skjomdalen
Un valle protegido llamado "Skjomdalen" se extiende hacia el sur desde el final del fiordo.  El valle está habitado por aproximadamente 400 personas. La población se extiende por varias aldeas muy pequeñas en el valle, siendo la más grande Elvegård, que funciona como un centro de servicios muy pequeño para el valle. Uno de los campos de golf de 18 hoyos más septentrionales del mundo se encuentra en Elvegård, cerca del fiordo. La Iglesia de Skjomen se encuentra en la orilla del fiordo en Elvegård.

## Nombre
El nombre "Skjomen" originalmente era Skieffa o Skievva en el siglo XV.  Este es un nombre del idioma sami del norte que se cree que significa "Mar".  Los sami son un pueblo nómada que vive entre otros lugares en las montañas de Suecia y Noruega en el invierno y viaja al mar en la primavera. En este caso viaja a Skieffa (mar) o Skjomen.

## Historia
Skjomen tiene un sitio de cerca de 80 grabados rupestres cerca del mar. Consisten en figuras de animales que incluyen renos, ballenas y alces, así como una figura humana que sostiene a un reno con correas.  Se cree que los grabados rupestres fueron hechos por la cultura mesolítica Fosna-Hensbacka que data de alrededor del 5000 a. C. Los grabados rupestres fueron descubiertos en los años treinta.
Durante un corto período, el acorazado alemán Tirpitz se escondió debajo de las montañas extremadamente empinadas que rodean el fiordo para evitar el ataque de aviones de combate aliados durante la Segunda Guerra Mundial.

## Geografía
Skjomen es conocido por su paisaje escénico con montañas altas y escarpadas y agua clara.  Skjomtind, Reintind y Klubbviktind son tres de las muchas hermosas montañas que rodean el fiordo.  El punto más alto alrededor de Skjomen es la montaña de Storsteinfjell con 1894 m.  El glaciar Frostisen, que es uno de los glaciares más grandes de la meseta en Noruega, está ubicado justo al oeste del fiordo.  Frostisen cubre un área de aproximadamente 25 km² y se encuentra a una elevación de 1710 m  sobre el nivel del mar.